# Friedrich von Kleist
Friedrich Heinrich Ferdinand Emil von Kleist (greve von Nollendorf), född den 9 april 1762 i Berlin, död där den 17 februari 1823, var en preussisk fältmarskalk. Han var kusin till Heinrich von Kleist.
von Kleist blev 1778 officer vid ett infanteriregemente och 1808 generalmajor. Han deltog med den preussiska hjälpkåren i 1812 års fälttåg i Ryssland och uppträdde 1813 på den tyska krigsskådeplatsen. Vid Bautzen 20 maj samma år försvarade han med förtrupperna höjderna vid Burg och Spreeövergångarna vid Nieder-Gurkau mot överlägsna fiender. Efter stilleståndet tilldelades han med sin armékår den böhmiska armén. Hans första bedrift i Böhmen blev det djärva tåget över Erzgebirge, då han föll den franska kåren Vandamme i ryggen och 30 augusti genom segern vid Kulm tillintetgjorde densamma, genom vilken bedrift han förvärvade sig titeln greve von Nollendorf (efter den nära Kulm belägna byn Nollendorf). Även i slagen vid Leipzig (oktober 1813) och vid Laon (9 mars 1814) tog han verksam del. Vid avskedstagandet, 1821, utnämndes von Kleist till fältmarskalk.